# Gouvernement Ndong Sima II
 Oligui Nguema
Le gouvernement Ndong Sima, également appelé gouvernement de transition, est le gouvernement du Gabon en fonction entre le 9 septembre 2023 et le 4 mai 2025. Dirigé par le Premier ministre Raymond Ndong Sima, il s'agit du premier gouvernement de la présidence de Brice Clotaire Oligui Nguema, militaire arrivé au pouvoir après le coup d'État d'août 2023 ayant mené à la chute du régime d'Ali Bongo.
Composé de 26 membres à sa nomination, ce nouveau gouvernement compte plusieurs anciens ministres et opposants, ainsi que des militaires et des membres de la société civile.
La composition du gouvernement est ajustée à l'occasion du remaniement du 17 janvier 2024 qui voit la nomination d'un vice-Premier ministre.

## Historique

### Contexte et nomination
Après la réélection contestée d'Ali Bongo lors de la présidentielle du 26 août 2023, le général Brice Clotaire Oligui Nguema, commandant de la Garde républicaine, organise un coup d'État le 30 août. Ce dernier parvient à renverser le régime d'Ali Bongo — qui était au pouvoir depuis plus de 10 ans — et à prendre le pouvoir, prêtant serment en tant que Président de la Transition le 4 septembre.
Quelques jours plus tard, le 7 septembre 2023, le nouveau président nomme Raymond Ndong Sima au poste de Premier ministre et chef du gouvernement de la Transition. Alors âgé de 68 ans, cet économiste de formation a déjà une longue expérience en politique, ayant notamment occupé la fonction de Premier ministre sous Ali Bongo de 2012 à 2014 avant de rejoindre les rangs de l'opposition en 2015. Critique acerbe du régime déchu, qu'il accusait de « mauvaise gouvernance », il avait notamment été candidat à l'élection présidentielle de 2016.
Le 9 septembre, Raymond Ndong Sima annonce officiellement la composition de son gouvernement, nommé par décret présidentiel, lors d'une allocution télévisée. Comptant 26 membres, ce dernier est composé d'anciens ministres et membres du Parti démocratique gabonais, d'anciens opposants (aucun n'étant cependant issu d'« Alternance 2023 », la plateforme du principal candidat de l'opposition, Albert Ondo Ossa), ainsi que de militaires et membres de la société civile.
Le président Brice Oligui Nguema occupe quant à lui les fonctions de ministre de la Défense et de la Sécurité.
Le 10 septembre, le nouveau Premier ministre annonce, lors d'une interview, une transition d'une durée de 2 ans, qu'il qualifie d'« objectif raisonnable ».
Le 4 mai 2025, au lendemain de l'investiture du président Oligui Nguema, Raymond Ndong Sima remet sa démission et celle de son gouvernement. Sa démission marque également la disparition du poste de Premier ministre conformément à la nouvelle Constitution adoptée par référendum le 16 novembre 2024.

### Critiques
La présence de membres du Parti démocratique gabonais, ancien parti d'Ali Bongo, au sein de ce nouveau gouvernement, suscite critiques et scepticisme dans une partie de la population gabonaise. Une pétition signée par des milliers de personnes est notamment lancée contre Hervé Patrick Opiangah, ministre des Mines, accusé d'être un proche d'Ali Bongo.

### Évolution

#### Ajustement du 10 septembre 2023
Dès le lendemain de sa nomination, le 10 septembre 2023, un premier changement est effectué au sein du gouvernement : Laurence Ndong est nommée ministre des Nouvelles technologies de l'Information et de la Communication à la place d'Ulrich Manfoumbi Manfoumbi, ainsi que porte-parole du Gouvernement à la place du ministre de la Justice, Paul-Marie Gondjout.
Ulrich Manfoumbi Manfoumbi est quant à lui rétrogradé au rang de ministre délégué à la Présidence, porte-parole du Comité pour la transition et la restauration des institutions (CTRI). Ce dernier annonce d'ailleurs le jour-même la nomination de Joseph Owondault Berre au poste de vice-président de la transition.

#### Remaniement du 17 janvier 2024
Le 17 janvier 2024, lors d'une allocution télévisée, le secrétaire général de la Présidence, Guy Rossatanga-Rinault, annonce un remaniement du gouvernement de la transition.

##### Comparaison avec la composition initiale
Passant de 27 à 31 ministres, le gouvernement Ndong Sima II enregistre neuf entrées et cinq sorties.
- Le Premier ministre Raymond Ndong Sima conserve son poste ;
- 14 ministres conservent leur poste : Murielle Minkoue (Réforme des institutions), Régis Onanga Ndiaye (Affaires Etrangères), Paul-Marie Gondjout (Justice), Hervé Ndoume-Essingone (Enseignement supérieur, recherche scientifique et innovation technologique), Mays Mouissi (Économie et Participations), Charles Mba (Comptes Publics), Marcel Abéké (Pétrole), Flavien Nziengui Nzoundou (Travaux publics), Ludovic Menié (Habitat, Urbanisme et Cadastre), Jeannot Kalima (Energies et Ressources hydrauliques), Jonathan Ignoumba (Agriculture, Élevage et Pêche), André-Jacques Augand (Culture, Jeunesse, Sports et Arts), Loïc Moudouma Ndinga (Transports, Marine marchande et Mer), Pascal Ogowet Siffon (Tourisme et Artisanat) ;
- 3 ministres délégués deviennent ministres pleins : Brigitte Onkanowa (Défense nationale), Hermann Immongault (Intérieur et Sécurité) Ulrich Manfoumbi Manfoumbi (Chargé de mission à la présidence, porte-parole du CTRI) ;
- 1 ministre voit ses attributions élargies :  Camélia Ntoutoume (Éducation nationale portefeuille élargi à la formation professionnelle) ;
- 3 ministres voient leurs attributions réduites : Adrien Mougougou (Santé perd le portefeuille des Affaires Sociales), Laurence Ndong (Communication et médias, porte parole du gouvernement perd le portefeuille des Nouvelles Technologie de l'Information), Maurice Ntossui (Eaux et Forêts perd les portefeuilles de l'environnement; du climat et du conflit homme-faune) ;
- Les 9 nouveaux ministres sont : Alexandre Barro Chambrier, Adrien Nguema Mba, Louise Boukandou, Gilles Nembé, Bonjean Frédérick Mbaza, Arcadie Sveltana Nzoma, Parfaite Amouyeme Ollame, Nadine Natalie Anato, François Mbongo Rafemo Bourdette ;
- Les 5 sortants sont : Raphaël Ngazouzé, Hervé Patrick Opiangah, Solange Nguiakie, Patricia Djipano, Françoise Mvou.

##### Critiques et recours
L'annonce du remaniement du gouvernement Ndong Sima II suscite de vives critiques notamment sur le passage de ministres délégués à ministres pleins de deux membres du gouvernement.
Selon l'article 35 la Charte de la transition le président de la Transition occupe les fonctions de ministre de la Défense ainsi que celle de ministre de l'Intérieur. Or, à la suite du remaniement du 17 janvier, ces fonctions ont été totalement transférées respectivement au Général de division Brigitte Okanowa et Hermann Immongault, sans que ladite Charte n'ait fait l'objet de modification. Le 19 janvier, l'avocat Anges Kevin Nzigou dépose un recours en annulation auprès de la Cour Constitutionnelle pour violation de la Charte de la transition. La requête est finalement jugée irrecevable par les huit juges de la Cour constitutionnelle, le 22 janvier, au motif que le dossier ne comporte pas le décret portant nomination des ministres visés par la requête.
Le 10 février 2024, la Charte de transition est modifiée pour permettre la constitutionalisation de la nomination de titulaires à ces ministères.

##### Remaniement du 15 janvier 2025
Près d'un an jour pour jour après le dernier remaniement, le secrétaire général de la Présidence, Guy Rossatanga-Rinault annonce le nouveau gouvernement de la transition le 15 janvier 2025.

##### Comparaison avec la dernière composition
Le gouvernement Ndong Sima III qui compte désormais 35 ministres, enregistre dix entrées et cinq sorties.
- Le Premier ministre Raymond Ndong Sima conserve son poste ;
- 12 ministres conservent eux aussi leur poste : Alexandre Barro Chambrier (Vice-Primature, Planification) Murielle Minkoue (Réforme des institutions dont l'intitulé ministériel a évolué), Brigitte Onkanowa (Défense nationale), Régis Onanga Ndiaye (Affaires Etrangères), Paul-Marie Gondjout (Justice), Marcel Abéké (Pétrole), Flavien Nziengui Nzoundou (Travaux publics), Gilles Nembe (Mines) Ludovic Menié (Habitat, Urbanisme et Cadastre), Adrien Mougougou (Santé), Pascal Ogowet Siffon (Tourisme et Artisanat), Adrien Nguema Mba (Travail), Bonjean Frederik Mbaza (Économie numérique), Ulrich Manfoumbi Manfoumbi (Chargé de mission à la présidence, porte-parole du CTRI), Hermann Immongault (Intérieur et Sécurité), Marie Paulette  Parfaite Amouyeme Ollame (Commerce), Nadine Awanang ép. Anato (Affaires sociales), Camélia Ntoutoume (Éducation nationale) ;
- 3 ministres changent de poste : Mays Mouissi (Environnement et climat), Jeannot Kalima (Fonction publique et Renforcement des capacités), Jonathan Ignoumba (Transports) ;
- 2 ministres voient leurs attributions élargies : Charles Mba (Comptes Publics, portefeuille élargi à la dette), Maurice Ntossui (Eaux et Forêts qui récupère le portefeuille du conflit homme-faune) ;
- 1 ministre voit ses attributions réduites :  Laurence Ndong (Communication et médias, perd le porte-parolat du gouvernement ) ;
- Les 10 ministres entrants sont : Séraphin Akouré Davin, Lubin Ntoutoume, Mark Doumba, Armande Longo ép. Moulengui, Elodie Diane Fouefoue ép. Sandjoh, Philippe Tonangoye, Syrielle Zora Kassa, Odette Polo ép. Panzou, Patrick Barbera-Isaac et Marcelle Ibinga épouse Itsitsa;
- Les 5 sortants sont :  Loïc Moudouma Ndinga, Hervé Ndoume-Essingone, Arcadie Sveltana Nzoma, André-Jacques Augand, François Mbongo Rafemo.

## Composition

### Initiale (9 septembre 2023)
La composition du gouvernement est annoncée le 9 septembre 2023 par le Premier ministre lui-même à l'occasion d'un discours télévisé :

#### Premier ministre
| Image | Fonction                                                | Nom                |
| ----- | ------------------------------------------------------- | ------------------ |
|       | Premier ministre, chef du gouvernement de la Transition | Raymond Ndong Sima |

#### Ministres
| Titre | Titulaire                  |
| --- | -------------------------- |
| Ministre de la Réforme des Institutions                                                                        | Murielle Minkoue           |
| Ministre des Affaires étrangères chargé de l'Intégration sous régionale et des Gabonais de l'Étranger          | Régis Onanga Ndiaye        |
| Ministre de la Justice, Garde des Sceaux, Porte-parole du Gouvernement                                         | Paul-Marie Gondjout        |
| Ministre de la Santé et des Affaires sociales                                                                  | Adrien Mougougou           |
| Ministre de l'Éducation nationale, chargée de la formation civique                                             | Camélia Ntoutoume-Leclercq |
| Ministre de l'Enseignement supérieur, de la Recherche scientifique et de l'Innovation technologique            | Hervé Ndoume-Essingone     |
| Ministre du Travail et de la Lutte contre le chômage                                                           | Solange Nguiakié           |
| Ministre de la Fonction publique et du Renforcement des capacités                                              | Raphaël Ngazouzé           |
| Ministre des Travaux publics                                                                                   | Flavien Nzengui Nzoundou   |
| Ministre de l'Habitat, de l'Urbanisme et du Cadastre                                                           | Ludovic Menié              |
| Ministre de la Culture, de la Jeunesse, des Sports et des Arts                                                 | André-Jacques Augand       |
| Ministre des Eaux et Forêts, chargé de la préservation de l'environnement, du climat et du conflit homme-faune | Maurice Ntossui Allogo     |
| Ministre du Pétrole                                                                                            | Marcel Abéké               |
| Ministre des Mines                                                                                             | Hervé Patrick Opiangah     |
| Ministre de l'Agriculture, de l'Élevage et de la Pêche                                                         | Jonathan Ignoumba          |
| Ministre des Transports, de la Marine marchande et de la Mer                                                   | Loïc Moudouma Ndinga       |
| Ministre de l'Énergie et des Ressources hydrauliques                                                           | Jeannot Kalima             |
| Ministre du Commerce, des PME-PMI, chargée des activités rémunératrices de revenus                             | Patricia Djipano           |
| Ministre du Tourisme et de l'Artisanat                                                                         | Pascal Ogowet Siffon       |
| Ministre des Nouvelles technologies de l'information, de la Communication, Porte-parole du CTRI                | Ulrich Manfoumbi Manfoumbi |
| Ministre des Comptes publics                                                                                   | Charles M'ba               |
| Ministre de l'Économie et des Participations                                                                   | Mays Mouissi               |

#### Ministres délégués
| Titre                                                                                      | Ministère de Tutelle                          | Titulaire          |
| ------------------------------------------------------------------------------------------ | --------------------------------------------- | ------------------ |
| Ministre délégué à la Présidence, chargée de la Défense nationale                          | Présidence de la Transition                   | Brigitte Onkanowa  |
| Ministre délégué à la Présidence de la Transition, chargé de l'Intérieur et de la Sécurité | Présidence de la Transition                   | Hermann Immongault |
| Ministre délégué auprès du Ministre de la Santé et des Affaires sociales                   | Ministre de la Santé et des Affaires sociales | Françoise Makaya   |

### Remaniement du 17 janvier 2024

#### Premier ministre
| Image | Fonction                                                | Nom                |
| ----- | ------------------------------------------------------- | ------------------ |
|       | Premier ministre, Chef du gouvernement de la Transition | Raymond Ndong Sima |

#### Ministres
| Image | Fonction                                                                                              | Nom                              |
| ----- | --- | -------------------------------- |
|       | Vice-Premier ministre Ministre de la Planification et de la Prospective                               | Alexandre Barro Chambrier        |
|       | Ministre de la Réforme des Institutions                                                               | Murielle Minkoue                 |
|       | Ministre des Affaires étrangères chargé de l'Intégration sous régionale et des Gabonais de l'Étranger | Régis Onanga Ndiaye              |
|       | Ministre de la Défense nationale                                                                      | Brigitte Onkanowa                |
|       | Ministre de l'Intérieur et de la Sécurité                                                             | Hermann Immongault               |
|       | Ministre de la Justice, Garde des Sceaux                                                              | Paul-Marie Gondjout              |
|       | Ministre chargé de missions à la Présidence de la République, porte-parole du CTRI                    | Ulrich Manfoumbi Manfoumbi       |
|       | Ministre de la Santé                                                                                  | Adrien Mougougou                 |
|       | Ministre de l'Éducation nationale, de la Formation professionnelle, chargée de la formation civique   | Camélia Ntoutoume-Leclercq       |
|       | Ministre de l'Enseignement supérieur, de la Recherche scientifique et de l'Innovation technologique   | Hervé Ndoume-Essingone           |
|       | Ministre de l'Économie et des Participations                                                          | Mays Mouissi                     |
|       | Ministre des Comptes publics                                                                          | Charles M'ba                     |
|       | Ministre du Pétrole                                                                                   | Marcel Abéké                     |
|       | Ministre des Travaux publics                                                                          | Flavien Nzengui Nzoundou         |
|       | Ministre de l'Habitat, de l'Urbanisme et du Cadastre                                                  | Ludovic Menié                    |
|       | Ministre de l'Énergie et des Ressources hydrauliques                                                  | Jeannot Kalima                   |
|       | Ministre du Travail et de la Lutte contre le chômage                                                  | Adrien Nguema Mba                |
|       | Ministre de la Fonction publique et du Renforcement des capacités                                     | Louise Boukandou                 |
|       | Ministre de l'Agriculture, de l'Élevage et de la Pêche                                                | Jonathan Ignoumba                |
|       | Ministre de la Communication et des médias, Porte-parole du gouvernement                              | Laurence Ndong                   |
|       | Ministre de l'Économie numérique, des Nouvelles technologies de l'information                         | Bonjean Frédérik Mbaza           |
|       | Ministre de l'Environnement, du Climat et du conflit homme-faune                                      | Arcadie Sveltana Nzoma           |
|       | Ministre de la Culture, de la Jeunesse, des Sports et des Arts                                        | André-Jacques Augand             |
|       | Ministre des Eaux et Forêts                                                                           | Maurice Ntossui Allogo           |
|       | Ministre des Transports, de la Marine marchande et de la Mer                                          | Loïc Moudouma Ndinga             |
|       | Ministre du Tourisme et de l'Artisanat                                                                | Pascal Ogowet Siffon             |
|       | Ministre des Mines                                                                                    | Gilles Nembe                     |
|       | Ministre du Commerce, des PME-PMI, chargée des activités rémunératrices de revenus                    | Parfaite Amouyeme Ollame         |
|       | Ministre des Affaires sociales                                                                        | Nadine Natalie Anato             |
|       | Ministre de l'Industrie                                                                               | François Mbongo Rafemo Bourdette |

### Remaniement du 15 janvier 2025

#### Premier ministre
| Image | Fonction                                                | Nom                |
| ----- | ------------------------------------------------------- | ------------------ |
|       | Premier ministre, Chef du gouvernement de la Transition | Raymond Ndong Sima |

#### Ministres
| Image | Fonction                                                                                              | Nom                               |
| ----- | --- | --------------------------------- |
|       | Vice-Premier ministre Ministre de la Planification et de la Prospective                               | Alexandre Barro Chambrier         |
|       | Ministre d'État, Ministre des Travaux Publics                                                         | Flavien Nzengui Nzoundou          |
|       | Ministre d'État, Ministre de l'Éducation nationale et de l'Instruction Civique                        | Camélia Ntoutoume-Leclercq        |
|       | Ministre de la Réforme et des Relations avec les Institutions Constitutionnelles                      | Murielle Minkoue                  |
|       | Ministre de la Défense nationale                                                                      | Brigitte Onkanowa                 |
|       | Ministre des Affaires étrangères chargé de l'Intégration sous régionale et des Gabonais de l'Étranger | Régis Onanga Ndiaye               |
|       | Ministre de la Justice, Garde des Sceaux                                                              | Paul-Marie Gondjout               |
|       | Ministre de l'Intérieur et de la Sécurité                                                             | Hermann Immongault                |
|       | Ministre des Comptes publics et de la Dette                                                           | Charles M'ba                      |
|       | Ministre chargé de missions à la Présidence de la République, porte-parole du CTRI                    | Ulrich Manfoumbi Manfoumbi        |
|       | Ministre du Pétrole                                                                                   | Marcel Abéké                      |
|       | Ministre de l'Énergie, Porte-Parole du gouvernement                                                   | Séraphin Akuré Davin              |
|       | Ministre des Eaux et Forêts, chargé du conflit homme-faune                                            | Maurice Ntossui Allogo            |
|       | Ministre de l'Environnement et du Climat                                                              | Mays Mouissi                      |
|       | Ministre des Travaux publics                                                                          | Flavien Nzengui Nzoundou          |
|       | Ministre des Transports et de la Marine marchande                                                     | Jonathan Ignoumba                 |
|       | Ministre du Tourisme et de l'Artisanat                                                                | Pascal Ogowet Siffon              |
|       | Ministre de la Santé                                                                                  | Adrien Mougougou                  |
|       | Ministre des Mines                                                                                    | Gilles Nembe                      |
|       | Ministre du Travail et de la Lutte contre le chômage                                                  | Adrien Nguema Mba                 |
|       | Ministre de l'Habitat, de l'Urbanisme et du Cadastre                                                  | Ludovic Menié                     |
|       | Ministre de la Fonction publique et du Renforcement des capacités                                     | Jeannot Kalima                    |
|       | Ministre de la Communication et des médias                                                            | Laurence Ndong                    |
|       | Ministre de l'Économie numérique, des Nouvelles technologies de l'information                         | Bonjean Frédérik Mbaza            |
|       | Ministre du Commerce et des PME-PMI                                                                   | Parfaite Amouyeme Ollame          |
|       | Ministre des Affaires sociales                                                                        | Nadine Natalie Anato              |
|       | Ministre de l'Économie et des Participations                                                          | Mark Doumba                       |
|       | Ministre de l'Industrie                                                                               | Lubin Ntoutoume                   |
|       | Ministre de l'Enseignement supérieur, de la Recherche scientifique et de l'Innovation technologique   | Marcelle Ibinga épouse Itsitsa    |
|       | Ministre de la Jeunesse, des Sports et des Arts                                                       | Patrick Barbera-Isaac             |
|       | Ministre de l'Agriculture, de l'Élevage                                                               | Odette Polo ép. Panzou            |
|       | Ministre de la Pêche et de la Mer                                                                     | Syrielle Zora Kassa               |
|       | Ministre de la Formation Professionnelle                                                              | Philippe Tonangoye                |
|       | Ministre de la Femme et de la Protection de l'Enfance                                                 | Elodie Diane Fouefoue ép. Sandjoh |
|       | Ministre de la Culture et des Arts                                                                    | Armande Longo ép. Moulengui       |

## Représentativité

### Parité
À sa constitution le 9 septembre 2023, le gouvernement de la transition se compose majoritairement d'hommes (20 hommes et 6 femmes). À la suite de l'entrée de Laurence Ndong au gouvernement, le nombre de femmes passe de 6 à 7, puis de 7 à 8 après le remaniement du 17 janvier 2024. Après le second remaniement, c'est finalement 11 ministères qui ont à leur tête une femme.

### Répartition partisane et politique
L'équipe gouvernementale est composée d'anciens ministres et membres du Parti démocratique gabonais, d'anciens opposants, ainsi que de militaires et membres de la société civile. Elle ne compte lors de sa composition initiale pas d'autre membre issu d'« Alternance 2023 », (la plateforme du principal candidat de l'opposition, Albert Ondo Ossa), que Ndong Sima lui-même. Il faut attendre la nomination d'Alexandre Barro Chambrier pour qu'il en soit autrement.